# 玛平瓜里

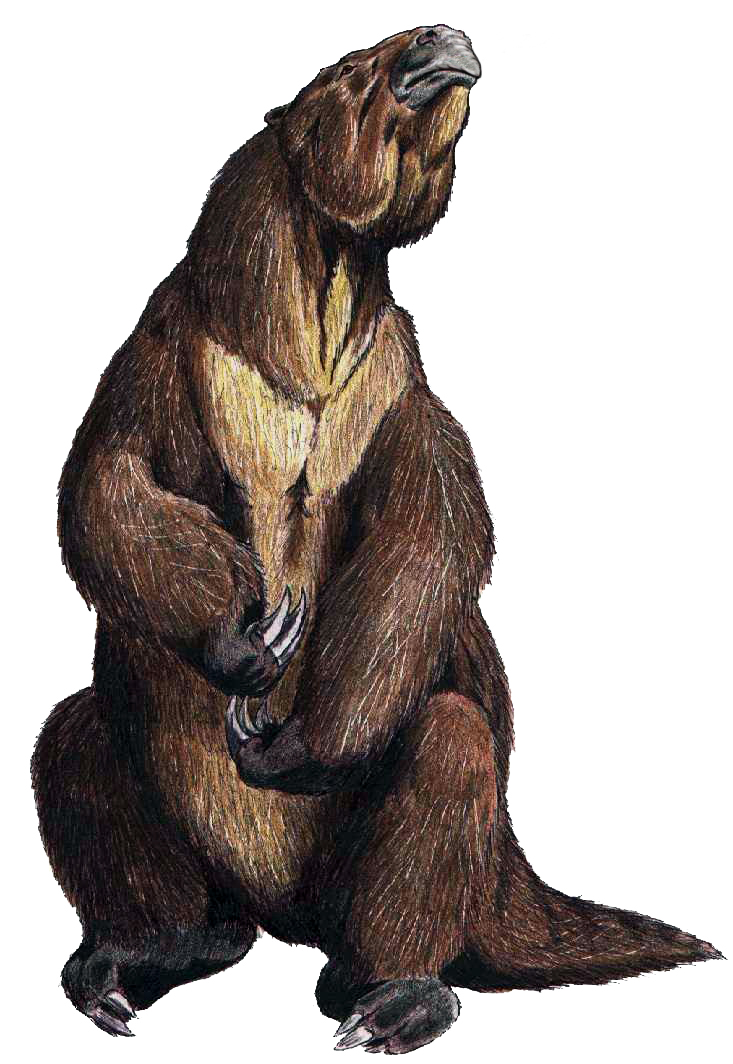
神秘动物学家认为玛平瓜里与早已灭绝的大地懶有关。

玛平瓜里（mapinguari或mapinguary）也叫做“伊斯纳希”（Isnashi），是巴西和玻利维亚亚马逊雨林传说中类似猿猴或树懒的生物。其名称通常被译为“咆哮的动物”或“恶臭的野兽”。

## 传说
亚马逊地区的原住民传说中，“玛平瓜里”有双眼，个别地区的传说描述其只有单眼；不仅头上有口，“玛平瓜里”腹部还有很臭的血盆巨口；虽众说纷纭，但一致之处便是“玛平瓜里”很高，双足站立时超过两米，还会发出强烈恶臭；此外，它有浓密如毯的茸毛，盖住坚如甲壳的皮肤，以致于箭矢、枪弹都无法穿透。